# Phaonia quieta
Phaonia quieta är en tvåvingeart som beskrevs av Stein 1920. Phaonia quieta ingår i släktet Phaonia och familjen husflugor. Inga underarter finns listade i Catalogue of Life.